# Xanxere (tiểu vùng)
Xanxere là một tiểu vùng thuộc bang Santa Catarina, Brasil. Tiều vùng này có diện tích 4806 km², dân số năm 2007 là 141623 người.